# Tavarnelle Val di Pesa
Tavarnelle Val di Pesa ist eine Fraktion der italienischen Gemeinde Barberino Tavarnelle in der Metropolitanstadt Florenz, gelegen in der Region Toskana.

## Geografie

Lage der ehemaligen Gemeinde Tavarnelle Val di Pesa in der Metropolitanstadt Florenz

Tavarnelle Val di Pesa liegt rund 30 km südlich der Provinz- und Regionalhauptstadt Florenz im Tal des Flusses Pesa (10 von 55 km im Ortsgebiet). Der Ort liegt im Gebiet des Chianti und in der klimatischen Einordnung italienischer Gemeinden in der Zone E, 2 344 GR/G.
Zu der ehemaligen Gemeinde gehörten die Ortsteile (frazioni) Sambuca Val di Pesa, San Donato in Poggio und Badia a Passignano (341 m) sowie die Orte (Weiler) Bonazza (341), Chiostrini (346 m), Madonna di Pietracupa (400 m), Magliano (364 m), Morrocco (333 m), Noce (371 m), Palazzuolo (385 m), Romita (333 m), San Michele (357 m) und San Pietro in Bossolo (350 m).

## Geschichte
Tavarnelle war eine römische Station und wurde als Tabernulae erstmals urkundlich im Jahre 790 erwähnt. Im 12. Jahrhundert fiel der Ort in den Machtbereich der Republik von Florenz. Die Gemeinde gehörte bis 1893 als Ortsteil zu Barberino Val d’Elsa und wurde am 1. Mai 1893 eigenständige Gemeinde. Bei der Abstimmung zu der Gemeindefusion mit Barberino Val d’Elsa am 11. und 12. November 2018 stimmten in Tavarnelle Val di Pesa 82,06 % (bei 49,09 % Wahlbeteiligung) für die Fusion. Diese wurde am 1. Januar 2019 mit Gründung der Gemeinde Barberino Tavarnelle vollzogen.

## Sehenswürdigkeiten

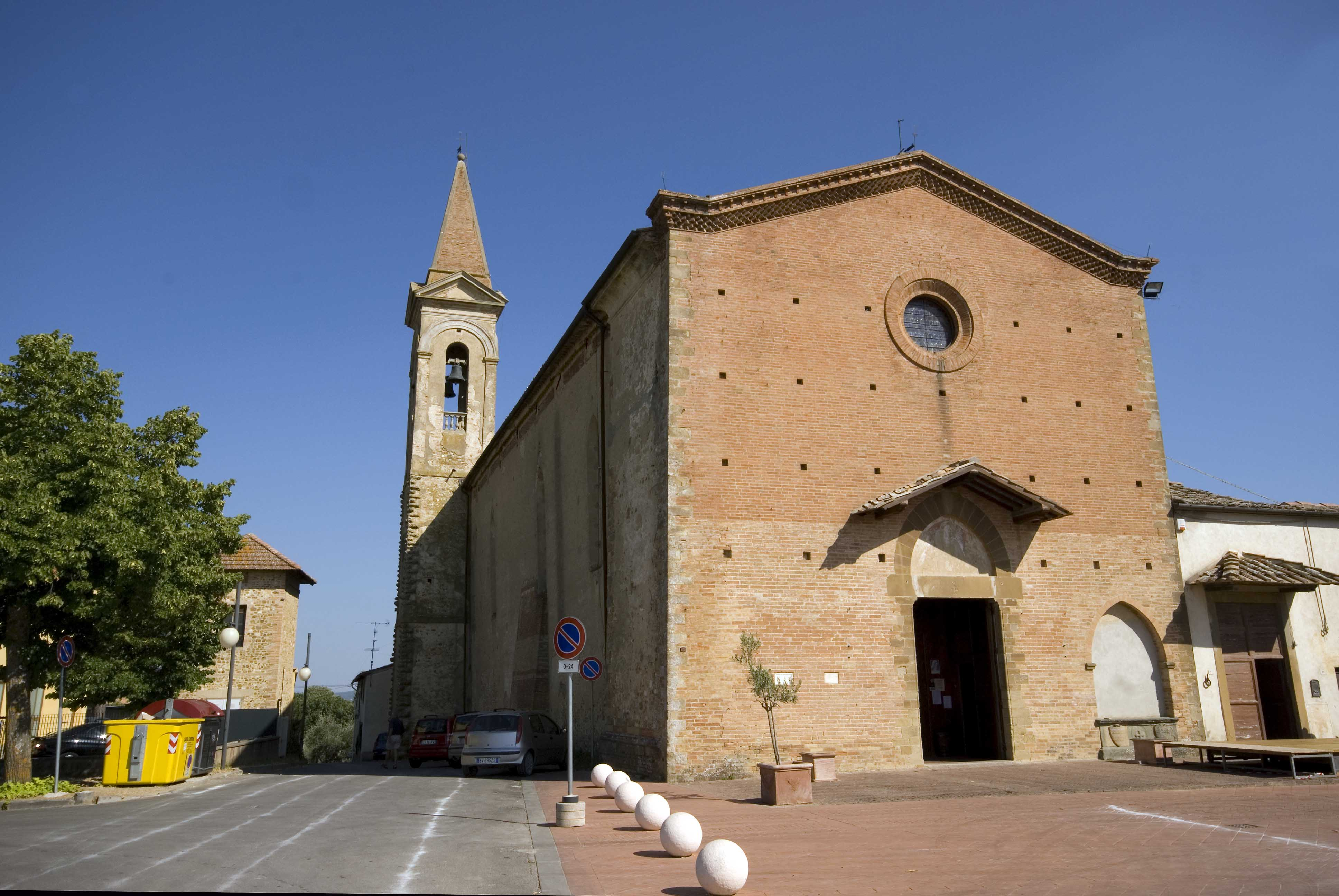
Kirche Santa Lucia al Borghetto

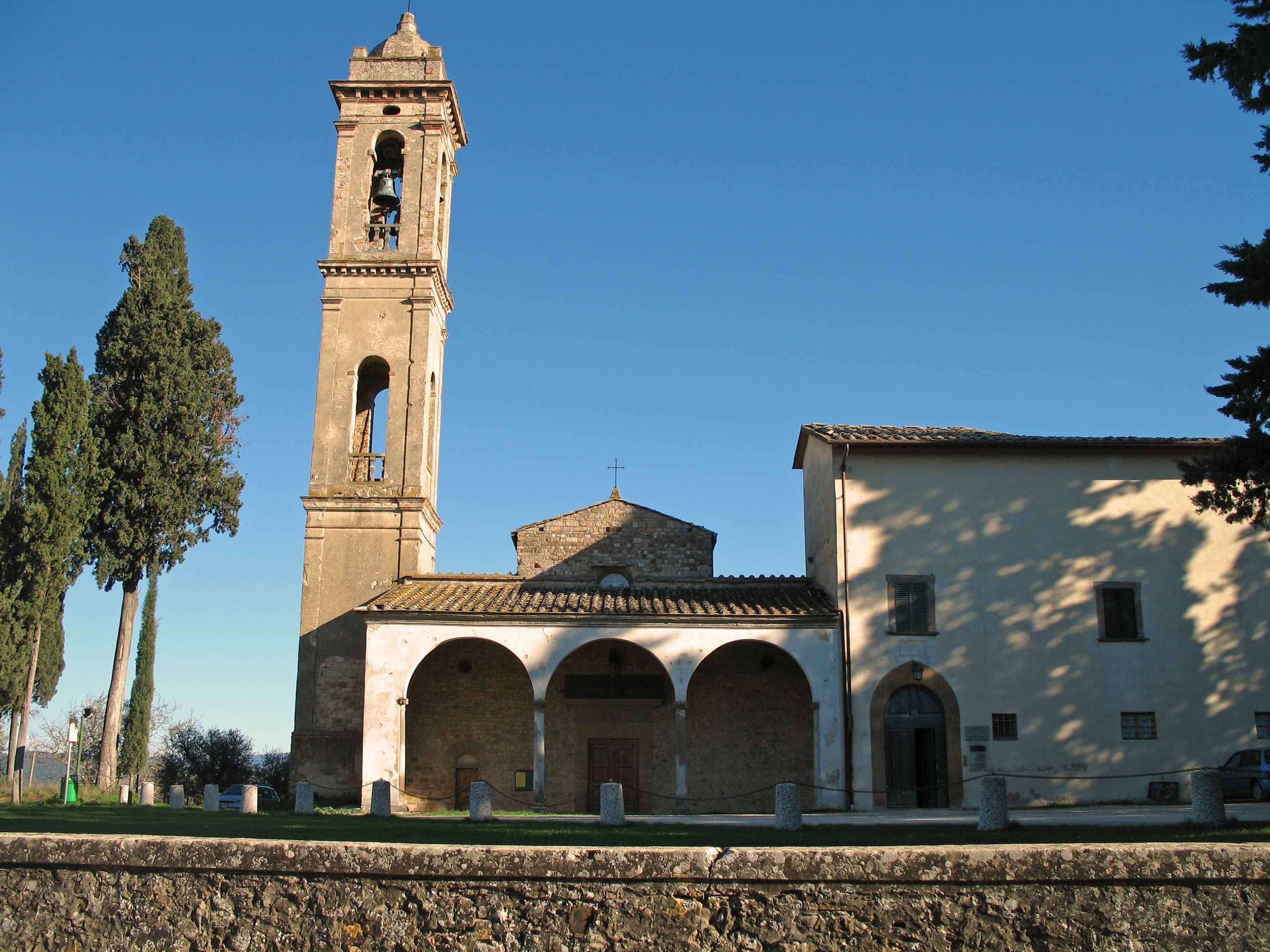
Pieve San Pietro in Bossolo

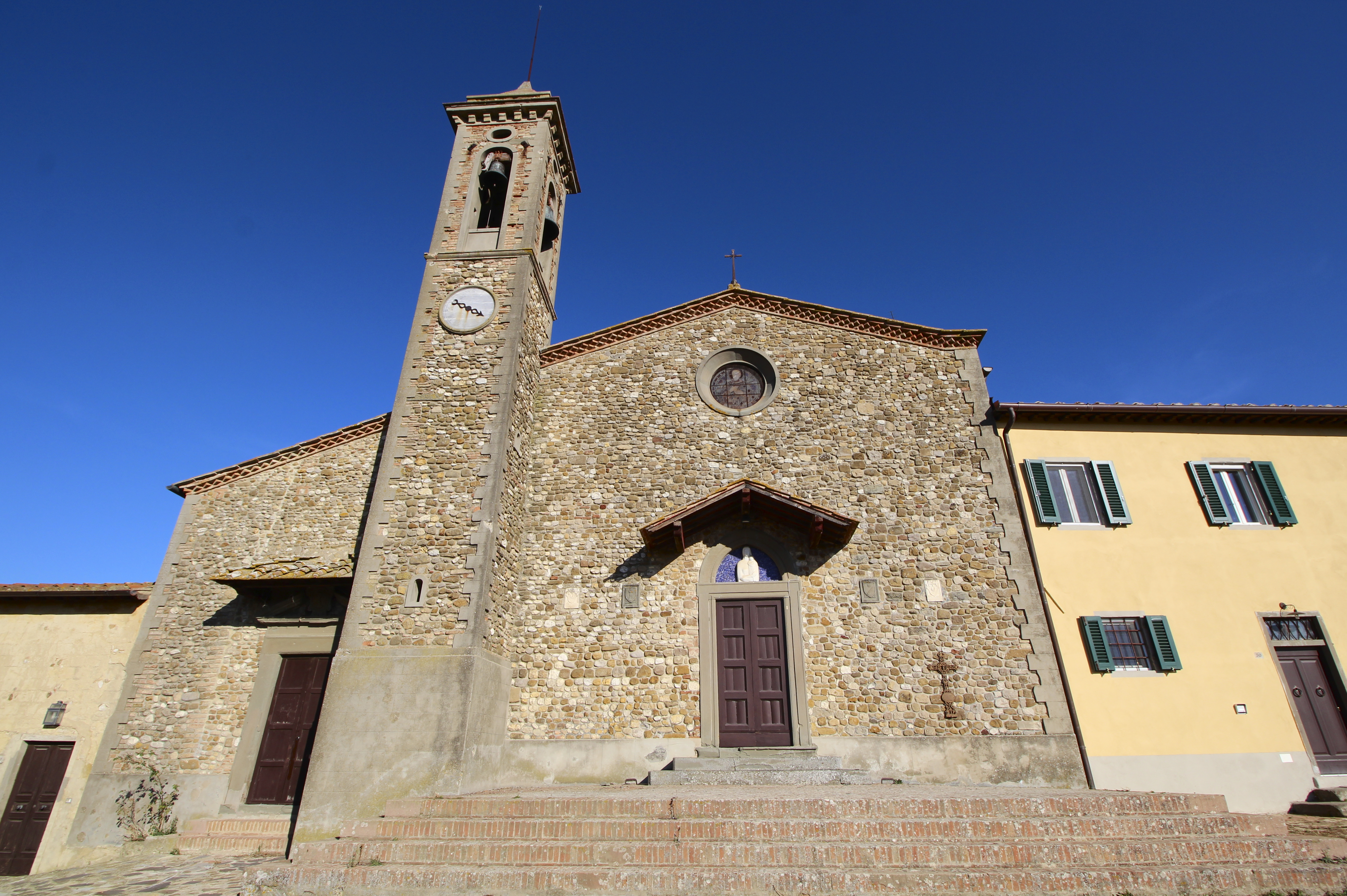
Kirche Sant’Antonino a Bonazza

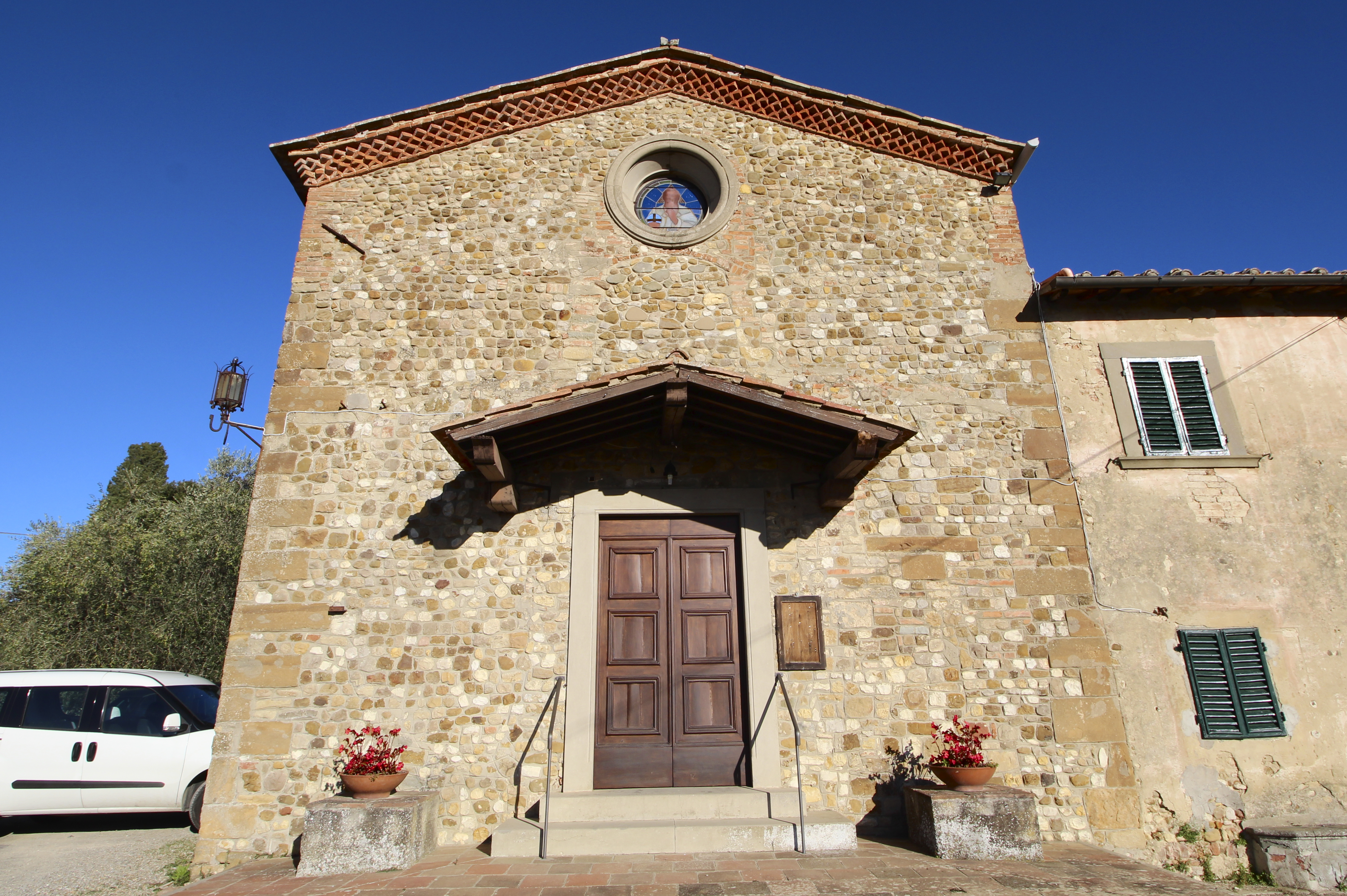
Kirche San Bartolomeo in Palazzuolo

- Santa Lucia al Borghetto, Kirche und Konvent der Franziskaner aus dem 13. Jahrhundert.[7]
- Pieve di San Pietro in Bossolo, Pieve aus dem 10. Jahrhundert.[7]
- Museo di arte sacra, Museum im ersten Stockwerk der Pieve di San Pietro in Bossolo, zeigt unter anderem das Werk Trittico con la Madonna con Bambino tra i santi Pietro e Giovanni Evangelista von Ugolino di Nerio (Triptychon, 109 cm × 119 cm) sowie Sacra Conversazione, eine Madonna mit Heiligen, des namentlich unbekannten, nach dem Ausstellungsort des Werkes benannten Meisters von Tavarnelle.
- Sant’Antonino, Kirche in Bonazza. Entstand im 14. Jahrhundert.[8]
- Santa Maria del Carmine, Kirche in Morrocco (15. Jahrhundert).[7]
- San Bartolomeo, Kirche in Palazzuolo, die im Jahr 1001 geweiht wurde.[9]
- Badia a Passignano, auch Abbazia di San Michele Arcangelo a Passignano genannt, Kloster aus dem 11. Jahrhundert im Ortsteil Passignano.
- Santa Maria delle Grazie, Sanktuarium in Pietracupa, 1596 gegründet.[7]
- San Paolo, Kirchenruine in San Polo de Torre, im 13. Jahrhundert erwähnt.
- Rocca dei Dragoni: Das niederländische Königshaus besitzt außerhalb des Ortszentrums ein aus dem Mittelalter stammendes Anwesen, die Rocca dei Dragoni. Königin Beatrix kaufte es in den 1970er Jahren als Privatbesitz und ließ es renovieren und modernisieren. Sie überließ das Anwesen später ihren Söhnen für die Nutzung. Kronprinz Willem-Alexander nutzt das Anwesen mit seiner Familie regelmäßig in den Sommerferien, aber auch andere Mitglieder der königlichen Familie.[10]

## Verkehr
Der Ort hat die Anschlussstellen San Donato und Tavarnelle Val di Pesa an der RA 3, die Florenz mit Siena verbindet.